# Завадский, Александр Викторович
Александр Викторович Завадский (24 августа 1966) — советский и российский футболист, играл на позиции защитника.

## Карьера
Профессиональную карьеру начинал в 1982 году во владикавказском «Спартаке». В 1989 году перешёл в «Шинник». 29 марта 1992 года в выездном матче 1-го тура против «Ростсельмаша» дебютировал за «Шинник» в высшей лиге. В 1993 году играл за венгерский «Батасек». В 1994 году перешёл в «Газовик-Газпром». В 1997 году играл за «Самотлор-XXI». Далее играл за «Чкаловец-1936» и «Металлург-Запсиб».